# Antony Bek (Bischof)
Antony Bek (auch Anthony) (* 4. August 1279; † 18. oder 19. Dezember 1343 in Hevingham, Norfolk) war ein Bischof der englischen Diözese Norwich.

## Herkunft
Antony Bek war ein Sohn von Walter Bek (um 1250 bis 1291), einem Landadligen aus Lusby in Lincolnshire, der als Constable von Lincoln diente. Antonys älterer Bruder Sir John Bek wurde Lord of Normanby, sein jüngerer Bruder Thomas Bek († 1347) wurde Bischof von Lincoln. Daneben hatte er drei Schwestern, Alice, Margaret und Joan Bek. Zu seinen Verwandten gehörte der namensgleiche Antony Bek, Bischof von Durham († 1311) und dessen Bruder Thomas Bek († 1293), Bischof von St Davids.

## Karriere als Geistlicher
1301 wurde Bek Rektor der Kirche St Mary in Wainfleet, zugleich gewährte ihm Bischof John Dalderby sieben Jahre Zeit, um in England oder im Ausland zu studieren. 1314 gehörte Bek zu den Vertretern der Universität von Oxford bei deren Streit mit dem Dominikanerorden. Im folgenden Jahr gehörte Bek ebenso wie Simon Mepeham, der spätere Erzbischof von Canterbury, zu einem Kollegium von Theologen, das eine Reihe von Lehren als ketzerisch verdammte. Am 10. Juni 1313 erhielt Bek von Bischof Dalderby eine Pfründe in Lincoln, dazu 1316 eine Pfründe in North Kelsey sowie das Amt des Kanzlers des Bistums.
Nachdem Henry Mamesfeld die Wahl zum Bischof von Lincoln abgelehnt hatte, wählte das Kathedralkapitel am 3. Februar 1320 Bek zum neuen Bischof. König Eduard II. bestätigte die Wahl am 20. Februar, doch Erzbischof Walter Reynolds zögerte mit seiner Zustimmung. Der Papst hatte nämlich bereits Henry Burghersh als neuen Bischof vorgesehen, der schließlich auch die Zustimmung des Königs erhielt und zum Bischof von Lincoln ernannt wurde. Bek wurde im Gegenzug Domdechant von Lincoln, wobei er 1329 mit dem Kathedralkapitel in einen Streit über den Umfang seiner Zuständigkeiten geriet. Er reiste nach Avignon, um seinen Standpunkt dort Papst Johannes XXII. vorzutragen. König Eduard III. wandte sich ebenfalls an den Papst, jedoch drängte er vor allem auf eine rasche Rückkehr Beks, da Bischof Burghersh als sein Lordkanzler diente und er deshalb Beks Anwesenheit in Lincoln wünschte. Bek gelang es jedoch, den Papst so zu beeindrucken, dass er zum päpstlichen Kaplan ernannt wurde. Am 30. April 1334 erhielt er die Genehmigung des Papstes, drei weitere Jahre am Papsthof zu bleiben und dennoch die Einkünfte aus seinen englischen Pfründen zu beziehen.

## Bischof von Norwich
Obwohl das Kathedralkapitel von Norwich eines ihrer Mitglieder, Thomas Hemenhale bereits zum neuen Bischof von Norwich gewählt hatte, wurde Bek auf Wunsch von Papst Benedikt XII. am 30. März 1337 in Avignon zum Bischof geweiht. Am 9. Juli wurden ihm die Temporalien des Bistums übergeben.
Als Bischof war Bek ein energischer Verfechter seiner Rechte, der gegen die Testamentsvollstrecker seines Vorgängers William Airmyn vorging, denen er vorwarf, Kirchengüter entfremdet zu haben. Dazu ließ er die Ernennungen der wichtigsten Ämter des Kathedralkapitels überprüfen. Dabei musste er jedoch das Recht des Priors des Kathedralkapitels bestätigen, die Inhaber der Ämter des Kathedralkapitels zu bestimmen. Als Erzbischof John Stratford im September 1343 eine Visitation der Diözese durchführen wollte, wehrte sich Bek gegen den Besuch des Metropoliten. Stratford legitimierte seine Visitation mit einem päpstlichen Indult, doch Bek bestritt weiter dieses Recht, da seiner Auffassung nach der Indult unter falschen Voraussetzungen erlassen worden war. Als Bek schließlich den Erzbischof mit Waffengewalt an der Visitation hinderte, wurden er und der Prior des Kathedralkapitels  exkommuniziert, dazu verhängte der Erzbischof das Interdikt über Norwich. Auch dieser Streit wurde zur Entscheidung dem Papst vorgetragen, war jedoch, als Bek in der Nacht vom 18. auf den 19. Dezember in seinem Gut in Hevingham starb, noch nicht entschieden. Der Bericht, nach dem Bek von seinen Dienern vergiftet wurde, gilt als unwahrscheinlich.